# Christine Winkler
Christine Winkler es una esquiadora paralímpica austríaca.

## Carrera
Representó a Austria en los Juegos Paralímpicos de Invierno de 1980 y en los Juegos Paralímpicos de Invierno de 1984. Compitió en tres eventos en 1980 y en tres eventos en 1984. Logró alzarse con una medalla en cada evento; en total ganó tres medallas de oro y tres de plata. 

## Palmarés
| Año  | Competencia                          | Ubicación          | Posición     | Evento                          | Registro |
| ---- | ------------------------------------ | ------------------ | ------------ | ------------------------------- | -------- |
| 1980 | Juegos Paralímpicos de Invierno 1980 | Geilo, Noruega     | 2.º lugar    | Eslalon femenino 1A             | 1: 29.56 |
| 1980 | Juegos Paralímpicos de Invierno 1980 | Geilo, Noruega     | 2.º lugar    | Eslalon gigante femenino 1A     | 2: 48,10 |
| 1984 | Juegos Paralímpicos de Invierno 1984 | Innsbruck, Austria | 2.º lugar    | Eslalon LW2 femenino            | 1: 32.12 |
| 1984 | Juegos Paralímpicos de Invierno 1984 | Innsbruck, Austria | primer lugar | Eslalon gigante de Mujer LW2    | 1: 38,57 |
| 1984 | Juegos Paralímpicos de Invierno 1984 | Innsbruck, Austria | primer lugar | Descenso femenino LW2           | 1: 17,66 |
| 1984 | Juegos Paralímpicos de Invierno 1984 | Innsbruck, Austria | primer lugar | Combinación Alpina Femenina LW2 | 0: 23.10 |